# VP6
On2 TrueMotion VP6는 사유 손실 영상 압축, 영상 코덱이다. On2 테크놀러지스가 개발한 비디오 코덱 시리즈인 트루모션 비디오 코덱의 화신이다. 이코덱은 어도비 플래시, 플래시 비디오, 자바FX 미디어 파일 등에 주로 쓰인다.

## 같이 보기
- VP3
- VP9